# Teodor Żychliński
Teodor Władysław Bronisław Żychliński (* 25. Juni 1830 in Johanneshof; † 25. August 1909 in Posen) war ein polnischer Journalist, Genealoge und Heraldiker. 

## Leben
Żychliński war in den Jahren 1864–1870 Herausgeber des "Posener Journals" und von 1872 bis 1876 des "Posener Kuriers". Sein überragendes Werk war Das goldene Buch des polnischen Adels, dass er von 1879 bis 1908 in 31 Bänden auflegte. Es ist eines der wenigen polnischen Adelslexika, welches bis zum Anfangsbuchstaben Z gelangt ist. 1869 gehörte er dem Ausschuss zum Bau des polnischen Stadttheaters in Posen an, welches 1875 errichtet wurde.

## Familie
Żychliński entstammte einem gleichnamigen Adelsgeschlecht, welches das Wappen Szeliga führte. Seine Eltern waren Teodor Żychliński (* 1764; † 1840) und Eleonora Stablewska, Wappen Oksza (* 1796; † 1838). Verheiratet war er mit der Berlinerin Joanna Tekla Kietz (* 1836; † 1913), mit der er vier Kinder hatte, wovon aber nur der Sohn Teodor (* 1859; † 1892) das Säuglingsalter überlebte.

## Werke
- Kronika żałobna rodzin wielkopolskich od 1863–1876 r. Leitgeber, Poznań 1877
- Złota księga szlachty polskiej, Poznań 1879–1908, Bde. 1-7, Bde. 8–31 in der Großpolnischen Online-Bibliothek

## Zusätze
1. ↑  In der polnischen Wikipedia (* 1836), vgl.: Teodor Żychliński
2. ↑  Monographie des Geschlechts Żychliński h. Szeliga

| Personendaten    | Personendaten                                               |
| ---------------- | ----------------------------------------------------------- |
| NAME             | Żychliński, Teodor                                          |
| ALTERNATIVNAMEN  | Żychliński, Teodor Władysław Bronisław (vollständiger Name) |
| KURZBESCHREIBUNG | polnischer Journalist, Genealoge und Heraldiker             |
| GEBURTSDATUM     | 25. Juni 1830                                               |
| GEBURTSORT       | Johanneshof                                                 |
| STERBEDATUM      | 25. August 1909                                             |
| STERBEORT        | Posen                                                       |